# Crepis neglecta
La radichiella minore (nome scientifico  Crepis neglecta  L., 1767 ) è una pianta angiosperma dicotiledone della famiglia delle Asteraceae.

## Etimologia
L'etimologia del nome generico (Crepis) non è molto chiara. In latino Crèpìs significa pantofola, sandalo e i frutti, di alcune specie di questo genere, sono strozzati nella parte mediana ricordando così (molto vagamente) questo tipo di calzare. Inoltre lo stesso vocabolo nell'antica Grecia indicava il legno di Sandalo.. L'epiteto specifico (neglecta ) significa "trascurata, sciatta, trasandata".
Il nome scientifico della specie è stato definito per la prima volta dal botanico Carl Linnaeus (1707-1778) nella pubblicazione " Mantissa Plantarum. Generum Editionis vi et Specierum Editionis ii." ( Mant. Pl. 107) del 1767.

## Descrizione

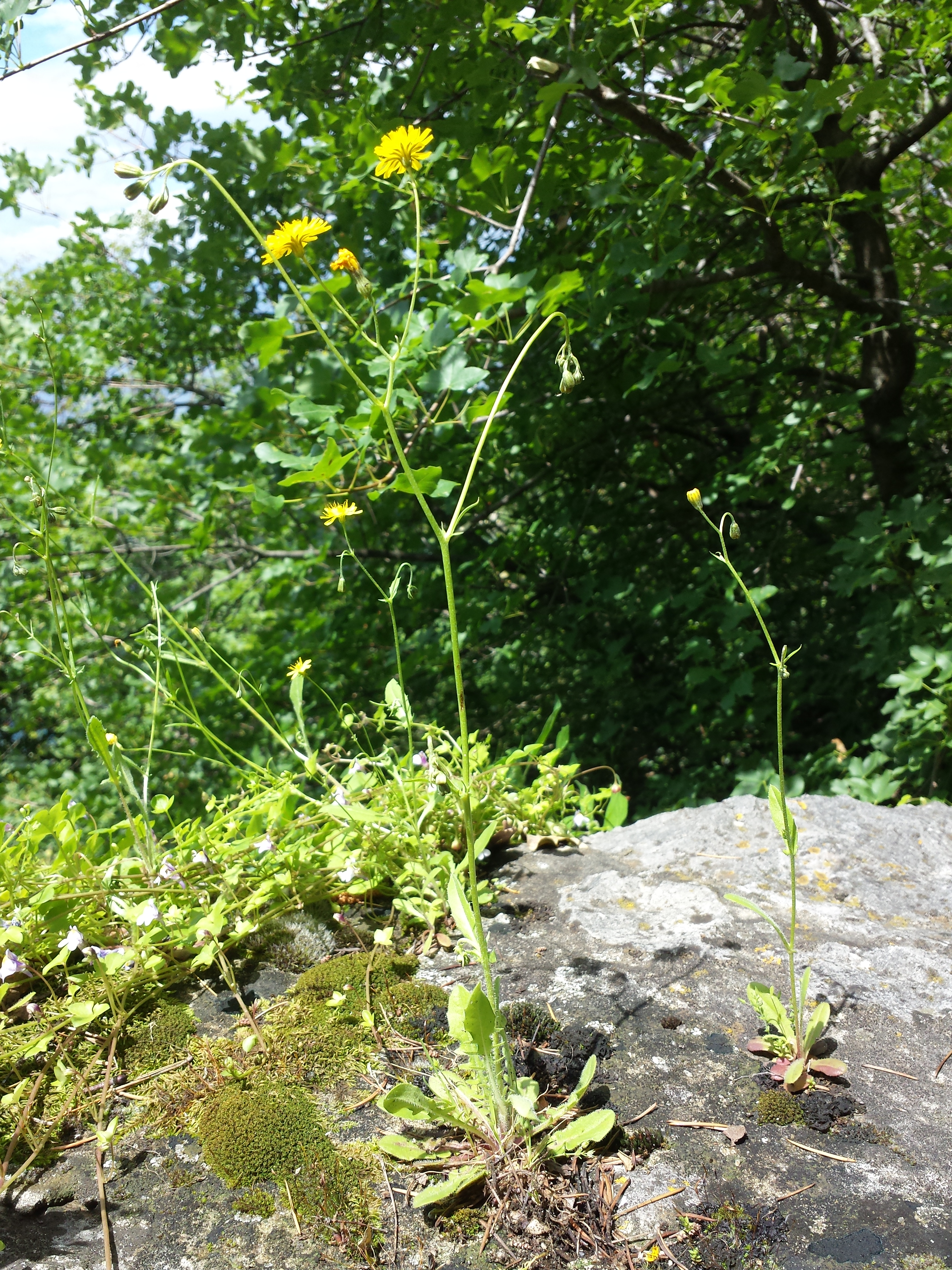
Il portamento

Habitus. La pianta di questa specie è una erbacea annuale (o raramente bienne). La forma biologica è terofita scaposa (T scap), ossia in generale sono piante erbacee che differiscono dalle altre forme biologiche poiché, essendo annuali, superano la stagione avversa sotto forma di seme e sono munite di asse fiorale eretto e spesso privo di foglie. Gli steli contengono abbondante latice amaro.
Fusto. I fusti di queste piante sono ramificati nella parte bassa. La pubescenza è ispida alla base e subglabri all'apice. Le radici possono essere del tipo a fittone o secondarie da rizoma, spesso sono piuttosto grosse e profonde. L'altezza media delle piante varia da 10 a 50 cm.
Foglie. Le foglie si dividono in basali e cauline e sono ispide.
- Foglie basali: le foglie radicali sono sempre presenti e formano una rosetta basale; generalmente sono picciolate e sono a lamina intera ed eventualmente con il bordo dentato, ma si possono anche avere individui con foglie di tipo pennato-lobate. Il contorno in generale è spatolato. Dimensione delle foglie: larghezza 1 – 2 cm; lunghezza 4 – 6 cm.
- Foglie cauline: le foglie cauline hanno una lamina a forma lineare con denti basali. Le foglie lungo il caule sono disposte in modo alterno. Dimensione delle foglie: larghezza 2 – 3 cm; lunghezza 15 – 20 mm.

Infiorescenza. L'infiorescenza è formata da numerosi ma piccoli capolini (sono inclinati prima dell'antesi). Ogni capolino è formato da un peduncolo che sorregge un involucro cilindrico (piriforme all'antesi) e ghiandoloso formato da 2 serie di brattee o squame disposte in modo embricato e scalato, che fanno da protezione al ricettacolo sul quale s'inseriscono i fiori ligulati. La forma delle brattee, disuguali fra le due serie (quelle interne sono più lunghe), può essere da lanceolata a lineare con margini continui oppure no; la superficie interna è glabra. Il ricettacolo è piano e ciliato. Diametro dei capolini: 6 – 8 mm. Dimensioni dell'involucro: larghezza 3 mm; lunghezza 4 – 7 mm.
Fiori. I fiori (da XXXX per capolino), tutti ligulati, sono tetra-ciclici (ossia sono presenti 4 verticilli: calice – corolla – androceo – gineceo) e pentameri (ogni verticillo ha in genere 5 elementi). I fiori sono ermafroditi, fertili e zigomorfi.
- Formula fiorale:

*/x K {\displaystyle \infty }, [C (5), A (5)], G 2 (infero), achenio
- Calice: i sepali del calice sono ridotti ad una coroncina di squame.
- Corolla: le corolle sono formate da una ligula terminante con 5 denti (è la parte finale dei cinque petali saldati fra di loro). Il colore dei fiori è in prevalenza giallo. La superficie può essere sia pubescente che glabra. Lunghezza dei fiori: 5 – 7 mm.
- Androceo: gli stami sono 5 con filamenti liberi e distinti, mentre le antere sono saldate in un manicotto (o tubo) circondante lo stilo (quest'ultimo colorato di giallo o verde).[14] Le antere alla base sono prive di codette. Il polline è tricolporato.[15]
- Gineceo: lo stilo è filiforme. Gli stigmi dello stilo sono due divergenti e ricurvi con la superficie stigmatica posizionata internamente (vicino alla base).[16] L'ovario è infero uniloculare formato da 2 carpelli.

Frutti. I frutti sono degli acheni con pappo. Il frutto consiste in un achenio, cilindrico o fusiforme (non compresso), con varie coste (normalmente 10), con la superficie trasversalmente tubercolata e sormontato da un becco (ben distinto oppure molto breve). Il pappo, caduco, è soffice, flessibile (ma tenace) formato da peli semplici (non ramificati) di colore generalmente bianco (o bianco sporco quasi purpureo) disposti su più serie. Gli acheni sono più o meno uniformi e lunghi 2 - 2,5 mm. Lunghezza del pappo: 2 - 3,5 mm.

## Biologia
- Impollinazione: l'impollinazione avviene tramite insetti (impollinazione entomogama tramite formiche alate, mosche e vespe).
- Riproduzione: la fecondazione avviene fondamentalmente tramite l'impollinazione dei fiori (vedi sopra).
- Dispersione: i semi (gli acheni) cadendo a terra sono successivamente dispersi soprattutto da insetti tipo formiche (disseminazione mirmecoria). In questo tipo di piante avviene anche un altro tipo di dispersione: zoocoria. Infatti gli uncini delle brattee dell'involucro si agganciano ai peli degli animali di passaggio disperdendo così anche su lunghe distanze i semi della pianta.

## Tassonomia
La famiglia di appartenenza di questa voce (Asteraceae o Compositae, nomen conservandum) probabilmente originaria del Sud America, è la più numerosa del mondo vegetale, comprende oltre 23.000 specie distribuite su 1.535 generi, oppure 22.750 specie e 1.530 generi secondo altre fonti (una delle checklist più aggiornata elenca fino a 1.679 generi). La famiglia attualmente (2021) è divisa in 16 sottofamiglie.

### Filogenesi
Il genere di questa voce appartiene alla sottotribù Crepidinae della tribù Cichorieae (unica tribù della sottofamiglia Cichorioideae). In base ai dati filogenetici la sottofamiglia Cichorioideae è il terz'ultimo gruppo che si è separato dal nucleo delle Asteraceae (gli ultimi due sono Corymbioideae e Asteroideae). La sottotribù Crepidinae fa parte del "quarto" clade della tribù; in questo clade è in posizione "centrale" vicina alle sottotribù Chondrillinae e Hypochaeridinae.
La sottotribù è divisa in due gruppi principali uno a predominanza asiatica e l'altro di origine mediterranea/euroasiatica. Da un punto di vista filogenetico, all'interno della sottotribù, sono stati individuati 5 subcladi. Il genere di questa voce appartiene al subclade denominato "Crepis-Lapsana-Rhagadiolus clade", composto dai generi Crepis L., 1753, Lapsana L., 1753 e Rhagadiolus Juss., 1789. Dalle analisi Crepis risulta parafiletico (per cui la sua circoscrizione è provvisoria).
Nella "Flora d'Italia" le specie italiane di Crepis sono suddivise in 4 gruppi e 12 sezioni in base alla morfologia degli acheni, dell'involucro e altri caratteri (questa suddivisione fatta per scopi pratici non ha valore tassonomico). La specie di questa voce appartiene al Gruppo 2 (gli acheni sono uniformi con un becco più o meno visibile o con un apice bruscamente ristretto) e alla Sezione E (gli involucri dei capolini sono lunghi 3 - 8 mm; in genere gli acheni sono lunghi 1,5 - 3,5 mm).
I caratteri distintivi per la specie di questa voce sono:
- i capolini sono inclinati prima dell'antesi;
- l'involucro è ghiandoloso, pubescente per peli soffici e allungati e lungo 4 - 7 mm;
- le brattee involucrali esterne sono lunghe 4 - 6 mm, quelle interne 7 - 9 mm;
- la pagina interna delle brattee involucrali è glabra;
- gli acheni (lunghi 2 - 2,5 mm) sono più o meno uniformi e alcuni hanno un becco ben visibile.

Il numero cromosomico della specie è: 2n = 8.

### Sottospecie
Per questa specie sono indicate le seguenti sottospecie.

#### Sottospecieneglecta

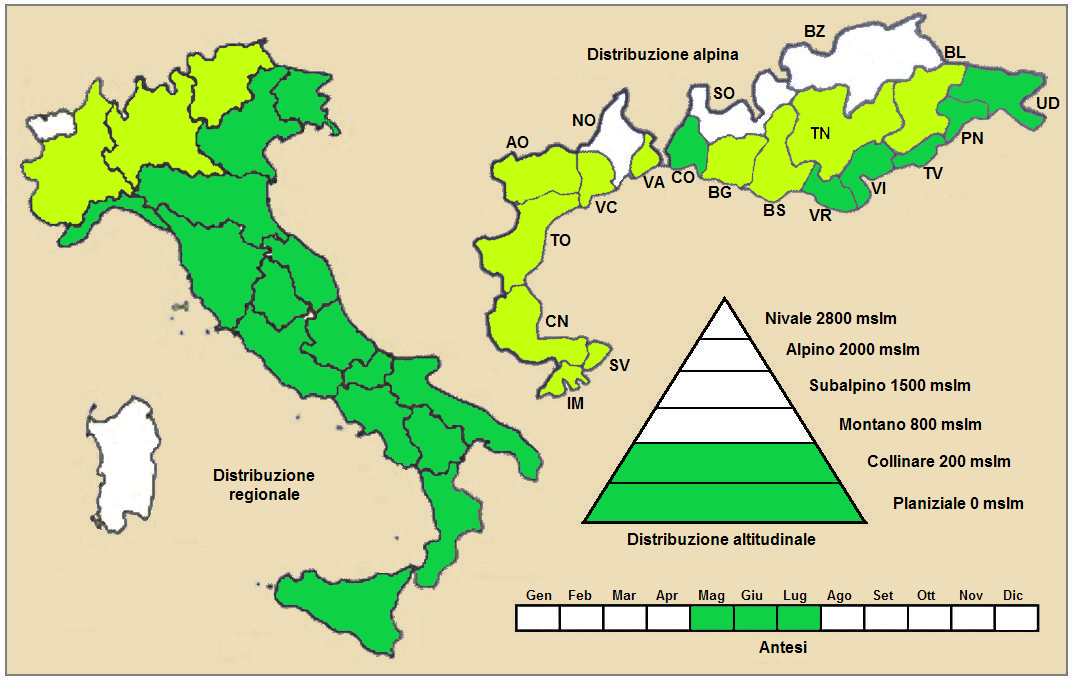
Distribuzione della pianta (Distribuzione regionale – Distribuzione alpina)

- Nome scientifico: Crepis neglecta subsp. neglecta.
- Descrizione: i capolini sono penduli prima dell'antesi; l'involucro non è densamente setoloso; gli stili sono colorati di verde; il becco degli acheni (quelli interni) è lungo meno di 1/3 del corpo e può essere indistinto.
- Fioritura: da maggio a luglio.
- Geoelemento: il tipo corologico (area di origine) è Nord Est Euri-Mediterraneo.
- Distribuzione: in Italia questa specie è comune e si trova ovunque. Nel resto dell'Europa e dell'areale del Mediterraneo si trova in Europa centrale, Penisola Balcanica e Anatolia.[2]
- Habitat: l'habitat preferito per queste piante sono gli incolti sassosi, le vigne, i sentieri, le aree ruderali e lungo le vie. Il substrato preferito è calcareo ma anche siliceo con pH neutro, medi valori nutrizionali del terreno che deve essere arido.[23]
- Distribuzione altitudinale: sui rilievi, in Italia, queste piante si possono trovare fino a 800 m s.l.m.; nelle Alpi frequentano quindi i seguenti piani vegetazionali: collinare (oltre a quello planiziale).
- Fitosociologia.
  - Areale alpino: dal punto di vista fitosociologico alpino Crepis neglecta appartiene alla seguente comunità vegetale:[23]

Formazione: delle comunità pioniere a terofite e succulente
Classe: Thero-Brachypodietea
- Areale italiano: per l'areale completo italiano la sottospecie di questa voce appartiene alla seguente comunità vegetale:

Macrotipologia: vegetazione delle praterie
Classe: Sedo albi-Scleranthetea biennis Br.-Bl., 1955
Ordine: Sedo albi-Scleranthetalia biennis Br.-Bl., 1955
Alleanza: Vulpio ciliatae-Crepidion neglectae Poldini, 1989
Descrizione. L'alleanza Vulpio ciliatae-Crepidion neglectae è relativa alle comunità ricche di specie terofitiche ed emicriptofitiche in habitat rupestri marginali e su substrati ghiaiosi ai cigli delle strade, su accumuli di pietre e su massicciate. Le aree preferite da questa alleanza sono quelle eurimediterranee orientali, distribuite ai margini delle Alpi sudorientali e dei territori carsici nord-adriatici. In Italia è presente nel Carso, in Friuli e in Veneto. Fuori dall'Italia si trova in Dalmazia e in Istria sud-orientale.
Specie presenti nell'associazione: Orlaya grandiflora, Petrorhagia saxifraga, Arenaria serpyllifolia, Trifolium campestre, Trifolium scabrum, Sedum sexangulare, Medicago minima, Geranium molle, Geranium columbinum, Acinos arvensis, Crepis neglecta, Vulpia ciliata, Lathyrus sphaericus, Cerastium tenoreanum, Medicago rigidula, Hypericum perforatum, Minuartia hybrida, Minuartia mediterranea, Lactuca viminea, Valerianella eriocarpa, Valerianella rimosa.
Altre alleanze per questa specie sono:
- Trifolio resupinati-Cynosurenion cristati
- Onobrychido-Ptilostemion stellati

#### Sottospeciecorymbosa
- Nome scientifico: Crepis neglecta subsp. corymbosa (Ten.) Nyman, 1879
- Nome comune: radichiella corimbosa.
- Descrizione: i capolini sono sempre eretti; l'involucro è densamente setoloso; gli stili sono colorati di giallo; il becco degli acheni (quelli interni) è lungo 1/3 del corpo.
- Fioritura: da aprile a giugno.
- Geoelemento: il tipo corologico (area di origine) è Subendemico.
- Distribuzione: in Italia questa specie è rara e si trova soprattutto al Sud. Fuori dall'Italia queste piante si trovano in Grecia.[2]

#### Altre sottospecie
Le seguenti sottospecie non sono presenti in Italia:
- Crepis neglecta subsp. cretica (Boiss.) Vierh., 1919 - Distribuzione: Creta.
- Crepis neglecta subsp. graeca  (Vierh.) Rech. f., 1929 - Distribuzione: Grecia e Anatolia

### Specie simili
Allo stesso gruppo e sezione appartengono le seguenti specie:
- Crepis apula (Fiori) Babc. - Radichiella pugliese: il ciclo biologico è annuo; le brattee involucrali esterne sono lunghe 1/4 - 1/2 rispetto alle interne; sull'involucro sono presente dei peli ghiandolari; la ligula del fiore è lunga 8 – 9 mm; le antere sono lunghe 2,5 mm; gli acheni sono colorati di bruno-scuro.
- Crepis neglecta L. - Radichiella minore: prima dell'antesi i capolini sono penduli; l'involucro è lungo 4 – 7 mm; il ricettacolo è cigliato; i frutti acheni sono lunghi 2 - 2,5 mm.
- Crepis leontodontoides All. - Radichiella italica : il ricettacolo è glabro; gli acheni sono lunghi 4 – 9 mm;
- Crepis suffreniana (DC.) Lloyd - Radichiella di Suffren: sull'involucro (lungo 4 – 6 mm) sono presente dei peli semplici non ghiandolari; la ligula del fiore è lunga 5 mm; le antere sono lunghe 1 mm; gli acheni sono colorati di bruno-rossastro.

### Sinonimi
Sono elencati alcuni sinonimi per questa entità:
Sottospecie corymbosa.
- Crepis corymbosa Ten.

Sottospecie cretica.
- Barkhausia cretica Boiss.
- Crepis bellidifolia  Noë ex Nyman
- Crepis cretica  Boiss.

Sottospecie neglecta.
- Barkhausia cernua  Rchb.
- Barkhausia stricta  Rchb.
- Crepis cernua  Ten. ex Spreng.
- Crepis fuliginosa  Sm.
- Crepis hyoseroides  Sm.
- Crepis stricta  Scop.
- Hieracium cernuum  Vuk.
- Lagoseris cernua  Link